# Aleksander Rimanov
Aleksander Anatoljevič Rimanov (rusko Александр Анатольевич Рыманов), sovjetski (ruski) rokometaš, * 25. avgust 1959, Moskva.
Leta 1988 je na poletnih olimpijskih igrah v Seulu v sestavi sovjetske rokometne reprezentance osvojil zlato olimpijsko medaljo.